# Aeteria
Aeteria Sylvia (névváltozatai: Egeria, Eucheria) a 4. században alkotó ókeresztény írónő.
Nevét Valerius hispaniai apát 7-es számú leveléből ismerjük. Jelentőségét az ókeresztény irodalomtörténet számára a 393–394-ben, más feltételezések szerint 383–384-ben írt, Peregrinatio ad loca acta című zarándoknaplója adja. Ebben dolgozta fel a Szentföld szent helyein, valamint a Sínai-félszigeten, Egyiptom szerzetestelepein tett, három éven át tartó zarándoklata élményeit. Útja során az ún. Ábrahám-útvonalat is bejárta Harranig, majd a kor zarándokszokásainak megfelelően pünkösdkor érte el útjának végső állomását, Konstantinápolyt. Naplója számos fontos utalást tartalmaz a kor vallási és liturgiai szokásaira, egyebek mellett részletezően leírta a jeruzsálemi húsvétünnepet, ezen belül a nagypénteki kereszthódolatot.
Művét korábban Aquitaniai Szent Szilviának tulajdonították.

## Magyarul
- Egeria útinaplója. Szentföldi zarándoklat a IV. századból; ford., bev., jegyz. Ivancsó István; 2. jav. kiad.; Jel, Bp., 2009 (Ókeresztény örökségünk)